# Syndyas eumera
Syndyas eumera är en tvåvingeart som beskrevs av Mario Bezzi 1904. Syndyas eumera ingår i släktet Syndyas och familjen puckeldansflugor. Inga underarter finns listade i Catalogue of Life.